# SGI Crimson
El IRIS Crimson, con el nombre en código Diehard2, es una estación de trabajo diseñada y fabricada por Silicon Graphics (SGI) lanzada a principios de la década de 1990. Es la primera estación de trabajo de 64 bits del mundo.[cita requerida]
Crimson es miembro de la serie SGI IRIS 4D; También se conoce como la estación de trabajo 4D/510. Es similar a otras estaciones de trabajo de escritorio SGI IRIS 4D y puede utilizar una amplia gama de opciones de gráficos (incluyendo RealityEngine). También está disponible como servidor de archivos sin interfaz gráfica. 
Esta máquina hace una breve aparición en la película Jurassic Park, donde el personaje llamado Lex usa la máquina para navegar el sistema de archivos IRIX en 3D usando la aplicación fsn para restaurar la energía del compuesto. El año siguiente al lanzamiento de la película, Silicon Graphics lanzó un Crimson R4400/VGXT reeditado de edición limitada llamado "Jurassic Classic", que incluía un logotipo especial y presentaba la firma del cofundador de SGI James H. Clark en la puerta de la unidad. 

## Características
- Un procesador MIPS R4000 a 100 MHz o un R4400 a 150 MHz.
- Elección de siete subsistemas de gráficos 3D de alto rendimiento.
- Hasta 256 MB de memoria y capacidad de disco interno de hasta 7,2 GB, ampliable a más de 72 GB mediante gabinetes adicionales.
- El subsistema de E/S incluye cuatro ranuras de expansión VMEbus, Ethernet y dos canales SCSI con soporte para RAID.